# Roselle (New Jersey)
 Roselle – miejscowość  w hrabstwie Union w stanie New Jersey w USA.
- Liczba ludności (2010) – ok. 21,1 tys.
- Powierzchnia – 6,90 km², z czego 6,87 km² to powierzchnia lądowa, a 0,03 km² wodna
- Położenie – 40°39'13" N  i 74°15'38"   W

Roselle, 19 stycznia 1883 roku, stało się pierwszą miejscowością na świecie z  elektrycznym oświetleniem ulic. Sieć oświetlenia ulicznego została zbudowana przez Thomasa Edisona.